# George William Lyttelton
George William Lyttelton (6 janvier 1883 - 1er mai 1962) est un enseignant et littérateur britannique de la famille Lyttelton. Connu de son vivant comme un professeur inspirant de lettres classiques et de littérature anglaise au Collège d'Eton, et un passionné de sport et d'écrivain sportif, il se fait connaître d'un public plus large avec la publication posthume de ses lettres, qui sont devenues un succès littéraire dans les années 1970 et 80.

## Jeunesse
Lyttelton est né à Hagley Hall dans le Worcestershire, deuxième fils de Charles Lyttelton, 5e baron Lyttelton et plus tard 8e vicomte Cobham, et de Mary Susan Caroline Cavendish (deuxième fille du 2e baron Chesham). Il fait ses études au Collège d'Eton et Trinity College, Cambridge. C'est un jeune homme sportif, se distinguant au jeu sur le terrain d'Eton (une forme de football) et au cricket, jouant à Lord's dans les matchs Eton contre Harrow de 1900 et 1901.
À Trinity, Lyttelton est membre du University Pitt Club (en) et en est le bibliothécaire. Il devient président du club d'athlétisme universitaire et est un éminent compétiteur de lancer du poids, remportant l'événement pour Cambridge v Oxford trois années de suite (1904, 37 min 7 s ; 1905, 37 min 11 s et 1906, 38 min 3 s ¾). C'est un musicien amateur moins distingué : selon un magazine universitaire contemporain : « Quand George Lyttelton pratique le violoncelle, tous les chats du quartier convergent vers ses chambres en pensant qu'un de leurs membres est en détresse.

## Vie professionnelle
Après avoir obtenu son diplôme, il retourne en tant qu'enseignant à Eton, où son oncle Edward Lyttelton est directeur de 1905 à 1916. Il épouse Pamela Marie Adeane, fille de Charles Robert Whorwood Adeane et Madeline Pamela Constance Blanche Wyndham, le 3 avril 1919. Ils ont quatre filles et un fils, ce dernier étant le trompettiste de jazz et présentateur de radio Humphrey Lyttelton.
Lyttelton prend sa retraite en 1945, après avoir enseigné à Eton pendant toute sa carrière. Il enseigne, entre autres, à Aldous Huxley, George Orwell, Cyril Connolly, JBS Haldane et John Bayley. Il enseigne principalement les classiques en cinquième année, mais devient connu pour son cours optionnel d'anglais comme « études supplémentaires » pour les spécialistes chevronnés.
Lyttelton est membre du Johnson Club et de la Literary Society à Londres, et du Marylebone Cricket Club. Entre les guerres, il contribue aux reportages du Times sur les matchs d'Eton et de Harrow, généralement de manière anonyme, mais en 1929, à l'occasion du centième match, son tour d'horizon de la série parait sous son nom. Ses reportages sont ensuite décrits dans le Times comme la meilleure prose de leur temps .
En 1945, Lyttelton prend sa retraite d'Eton et part à Grundisburgh, dans le Suffolk, où il est décédé à l'âge de 79 ans.

## Héritage

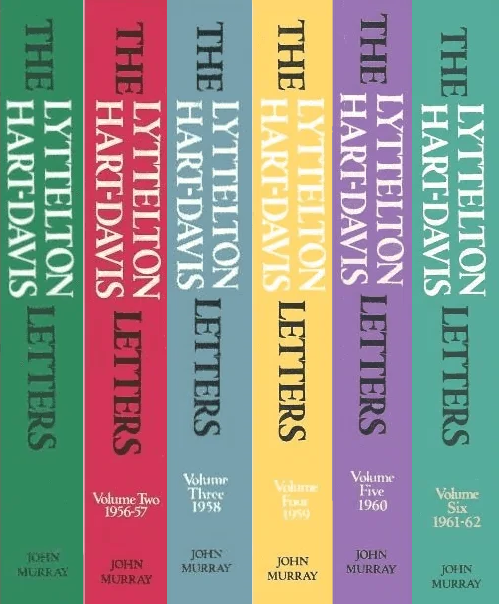
Les 6 volumes des lettres Lyttelton/Hart-Davis

Lyttelton co-édite une anthologie, An Eton Poetry Book (1925), qui est bien reçue mais sa vie n'aurait pas été connue du monde entier sans sa correspondance hebdomadaire avec un ancien élève, Rupert Hart-Davis (en), qui dure de 1955 jusqu'à la mort de Lyttelton en 1962. Cette correspondance, publiée après la mort de Lyttelton sous le titre The Lyttelton/Hart-Davis Letters, est un succès littéraire immédiat et s'étend finalement sur six volumes. Les critiques ont comparé les comptes rendus hebdomadaires de Hart-Davis d'une vie urbaine occupée avec les observations détachées et souvent humoristiques de Lyttelton de sa retraite dans le Suffolk. Le Daily Telegraph dit d'eux : « Dans cent ans, je suppose, les lettres seront lues avec autant de plaisir qu'elles le sont aujourd'hui. . . . C'est un livre que l'on pourrait citer indéfiniment."
En 2002, le livre banal de Lyttelton est édité et publié, confirmant à quel point ses intérêts littéraires sont larges, allant des classiques grecs et latins aux publicités originales et aux coupures de presse - toutes ne sont pas adaptées à la publication, comme son fils Humphrey l'indique clairement dans l'avant-propos du livre banal .

## Sources
- Walter Morley Fletcher, The University Pitt Club: 1835-1935, Cambridge, Cambridge University Press, 2011 (1re éd. 1935) (ISBN 978-1107600065)
- Rupert (ed) Hart-Davis, The Lyttelton/Hart-Davis Letters, London, John Murray, 1985 (ISBN 0-7195-4246-4)
- Humphrey Lyttelton, It Just Occurred to Me: the reminiscences and thoughts of Chairman Humph, London, Robson, 2007 (ISBN 978-1905798179)
- George (ed) Ramsden, George Lyttelton's Commonplace Book, York, Stone Trough Books, 2002 (ISBN 095295348X)